# Oberkirch (Obernai)
L'oberkirch est un monument historique situé à Obernai, dans le département français du Bas-Rhin.

## Localisation
Ce bâtiment est situé à Obernai.

## Historique
L'édifice fait l'objet d'une inscription au titre des monuments historiques depuis 1986, remplacé en 2022.

## Architecture

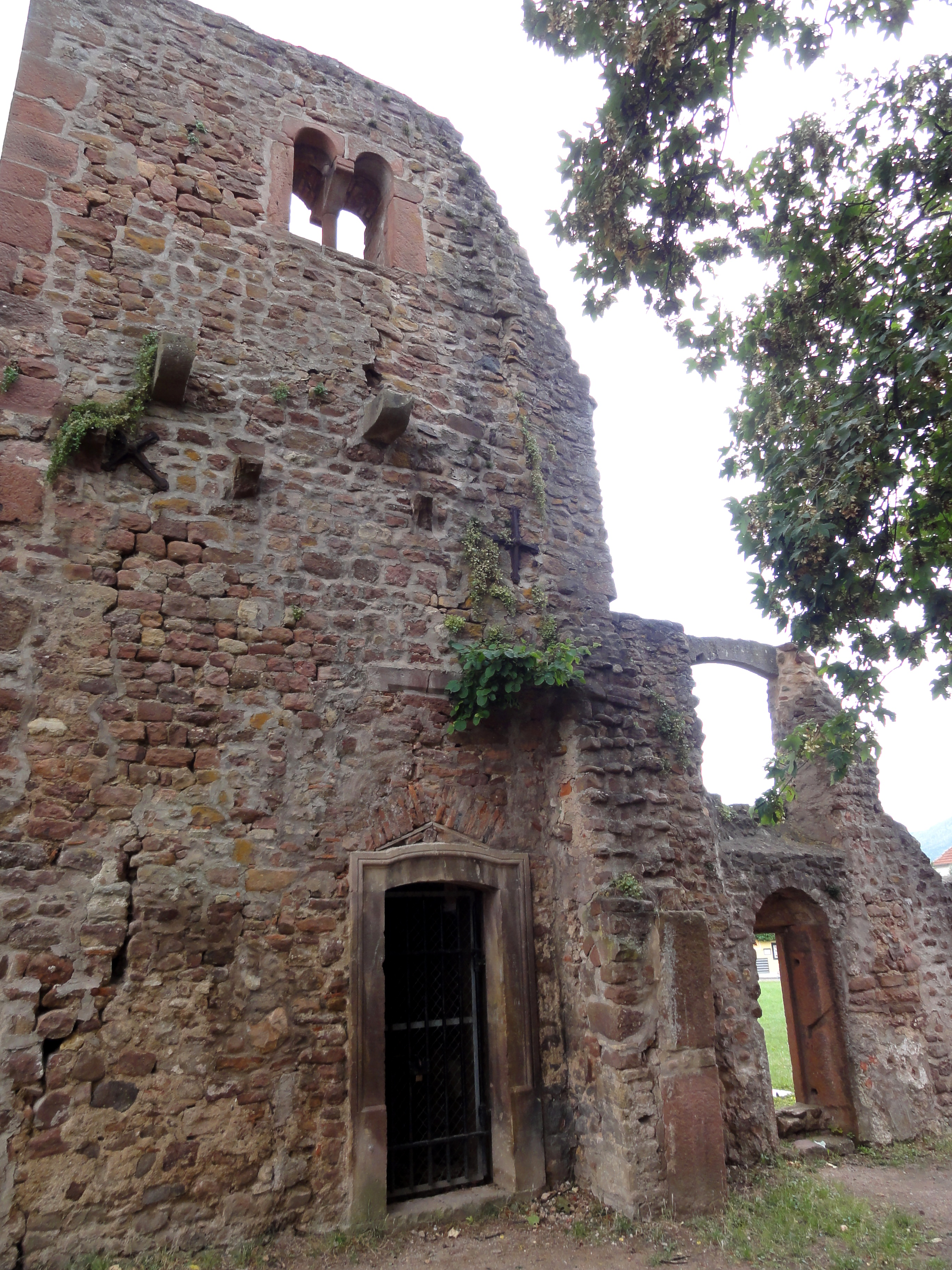